# Моторик
Моторик (нем. Motorik) — элемент музыки краут-рок, популяризованный группой Kraftwerk в композиции Autobahn 1974 года.
Ритм моторик был впервые создан Яки Либецайтом, барабанщиком немецкой экспериментальной рок-группы Can.
Моторик характеризуется пульсирующим ритмом, который практически не меняется, иногда даже на протяжении 10 и более минут, и простой партией баса.
Клаус Дингер из Neu!, один из пионеров моторика, иногда называл его «апачи-бит» (англ. Apache beat).
Моторик был доминирующим музыкальным элементом пост-панка, а также использован такими группами и музыкантами, как Devo, Stereolab и Дэвид Боуи.
Ритм моторика в размере 4/4, в умеренном темпе. Схема повторяется в каждом такте на протяжении всей песни. Крэш или сплэш часто раздаются в начале такта куплета или припева. Основная схема ритма выглядит так:
Стиль игры на барабанах Мо Такер, барабанщицы Velvet Underground, был охарактеризован музыкальным критиком Крисом Джонсом как «прото-моторик».
Помимо немецких краут-рок-групп, моторик использовался группами из многих разных жанров, чаще всего в психоделическом роке, пост-панке и инди-роке. Известные исполнители — BEAK>, The War on Drugs, Electrelane, The Rapture, LCD Soundsystem, King Gizzard & the Lizard Wizard, Osees, The Modern Lovers, Игги Поп, Public Image Ltd., Ultravox, Stereolab, Yo La Tengo, Endless Boogie, Idles и Moon Duo.